# Haki Demolli
Haki Demolli (ur. 17 lutego 1963 w Prisztinie) – kosowski prawnik i kryminolog, minister sprawiedliwości Kosowa w 2010 roku oraz minister sił bezpieczeństwa Kosowa w latach 2014-2017, członek IV i V kadencji Zgromadzenia Kosowa z ramienia partii LDK.

## Życiorys
W 1985 roku ukończył studia prawnicze na Uniwersytecie w Prisztinie. Następnie pracował jako stażysta w Sądzie Rejonowym w Prisztinie oraz jako wykładowca na Uniwersytecie w Prisztinie i nauczyciel w Szkole Służb Policyjnych Kosowa w Vučitrnie.
W 2001 roku uzyskał tytuł doktora nauk prawnych. W latach 2003–2004 był członkiem zespołu ekspertów ds. Reformy Systemu Sądowego Kosowa, a w latach 2005–2008 był jednym z zarządzających Uniwersytetem w Prisztinie. W 2007 roku opracowywał ustawy o sporcie i o przeciwdziałaniu praniu brudnych pieniędzy.
Od 31 marca do 18 października 2010 roku piastował funkcję ministra sprawiedliwości. W latach 2011–2014 był członkiem Zgromadzenia Kosowa w IV kadencji, jednocześnie pełnił funkcję przewodniczącego Komitetu ds. Reformy Wyborów i był członkiem Komisji Nadzorczej ds. Agencji Wywiadu Kosowa. Został następnie wybrany na V kadencję, która trwała do 2017 roku; pełnił wówczas funkcję ministra sił bezpieczeństwa.

## Życie prywatne
Poza językiem albańskim zna również język angielski, serbsko-chorwacki oraz niemiecki. Ma żonę i troje dzieci.